# Petit Morin
Der Petit Morin ist ein Fluss in Frankreich, der in den Regionen Grand Est, Hauts-de-France und Île-de-France verläuft. Er entspringt im Moor von Saint-Gond, im Gemeindegebiet von Val-des-Marais, und entwässert generell in westlicher Richtung. Der Fluss mündet nach rund 86 Kilometern bei La Ferté-sous-Jouarre als linker Nebenfluss in die Marne.
Auf seinem Weg durchquert der Petit Morin die Départements Marne, Aisne  und Seine-et-Marne.

## Orte am Fluss
- Montmirail
- Villeneuve-sur-Bellot
- Saint-Cyr-sur-Morin
- Jouarre
- La Ferté-sous-Jouarre